# 큐폴라

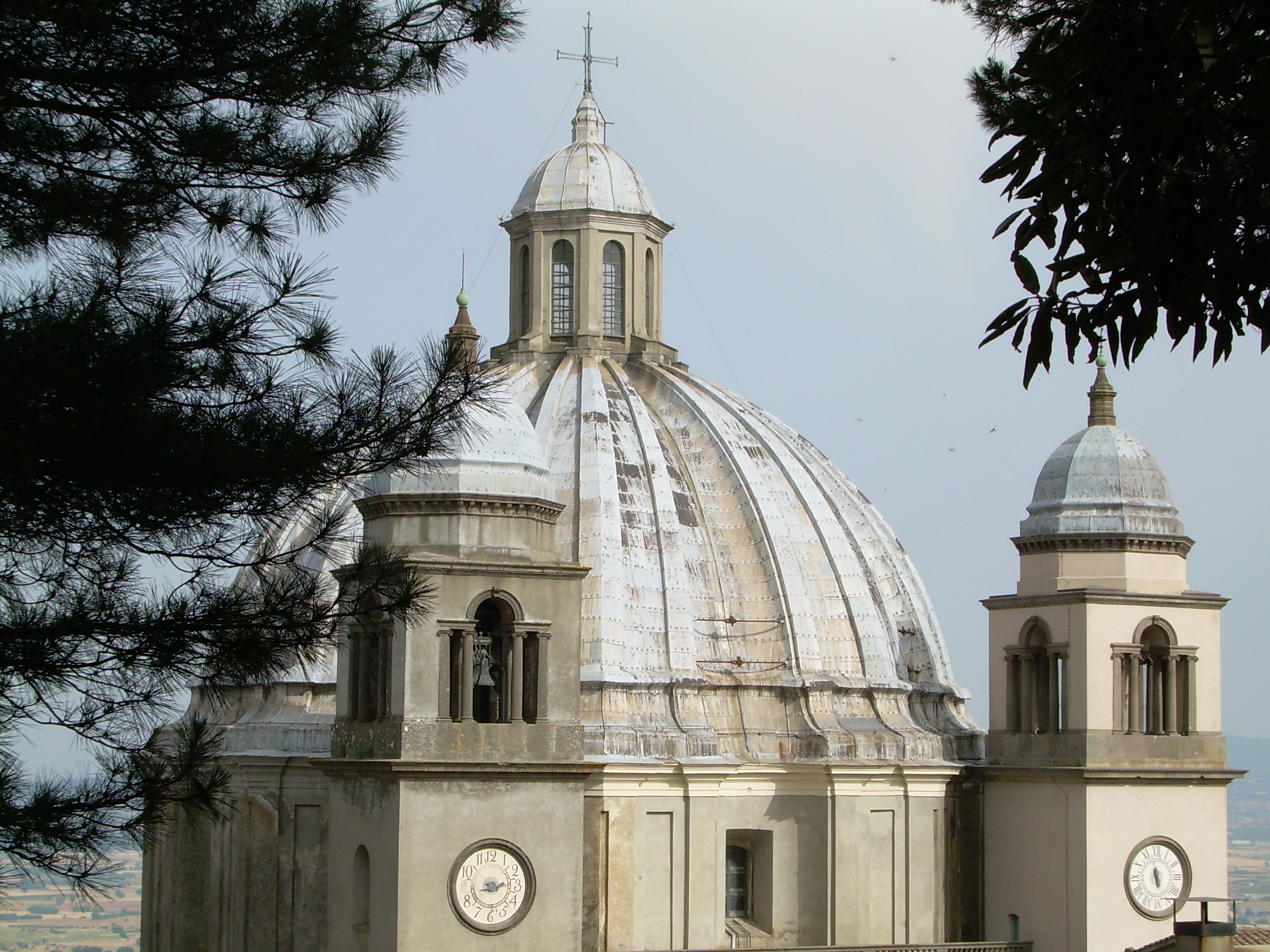
이탈리아, 몬테 피아스코네 대성당의 탑의 쿠폴라

건축에서 쿠폴라(cupola)는 건축물 꼭대기의 작고 높게 솟은 구조물을 뜻하는데 주로 돔 형태를 하는 경우가 많다. 왕관을 씌운 듯한 지붕이나 돔 모양의 쿠폴라는 실내공간의 전망을 좋게 하기 위해서, 또는 채광과 환기를 위해서 사용된다. 쿠폴라라는 단어는 작은 컵(라틴어 cupa)를 엎어 놓은 모양의 둥근 천장을 뜻하는 속라틴어 쿠풀라cupula(그리스어 퀴펠론κύπελλον에서 유래한 고전 라틴어 쿠펠라cupella에서 유래)에서 온 이탈리아어 단어이다. 쿠폴라는 큰 건축물의 부속 건축물들에서 자주 나타난다. 이같은 부속 건축물은 주 건축물보다 더 높은 지붕을 갖고 주로 종탑, 루프랜턴, 또는 전망대의 역할을 한다. 달리 말하면 이들 부속 건축물은 탑, 첨탑, 터릿 이라고도 할 수도 있다. 인도 건축에서 볼 수 있는 챠트리가 큰 구조물의 꼭대기에 사용됐다면 쿠폴라로 정의한다.
쿠폴라는 고대 로마 건축에서 볼 수 있는 장치인 오쿨루스가 발전한 것이다. 비를 막아주는 쿠폴라는 북유럽의 습윤한 기후에 적합했고 르네상스 시대에 영향력이 컸다.

## 같이 보기
- 채광 (조명)

## 참조
1. ↑  “Glossary of Architectural Terms - C”. Archiseek: Online Architecture Resources. 2008년 12월 27일에 원본 문서에서 보존된 문서. 2010년 9월 12일에 확인함.
2. ↑  “cupola”. 《The American Heritage Dictionary of the English Language: Fourth Edition》. Dictionary.com. 2010. 2010년 9월 12일에 확인함.
3. 1 2  “Just what is a cupola anyway?”. 《Cupola Consulting》. Cupola.com. 2010년 9월 10일에 확인함.
4. ↑  In Italian, cupola simply means dome, and the ornamental top element is called lanterna.